# Jan Erik Sjöberg
Jan Erik Börje Sjöberg, född 22 november 1924 i Kalmar, död 1999, var en svensk läkare. 
Sjöberg, som var son till medicine licentiat Albin Sjöberg och Helena Jonsson, avlade studentexamen i Kalmar 1943, blev medicine kandidat vid Karolinska Institutet 1946 och medicine licentiat där 1950. Han var extra ordinarie amanuens vid histologiska institutionen på Karolinska Institutet 1945–1946, vikarierande förste underläkare vid Karolinska sjukhuset 1949, assistentläkare på Södersjukhuset 1950, tillförordnad förste stadsläkare i Kalmar stad 1950, underläkare vid kirurgiska avdelningen på Södersjukhuset 1950–1958, på Sahlgrenska sjukhuset 1959–1967, läkare vid kirurgiska polikliniken i Lundby 1967–1968, blev biträdande överläkare vid kirurgiska kliniken på Halmstads lasarett 1968 och överläkare där 1973. Han var marinläkare av andra graden i Marinläkarkåren 1953–1959 och av första graden i Marinläkarkårens reserv sedan 1959. Han författade skrifter i kirurgi.